# Dolmen de l'Île Bono
Le dolmen de l'Île Bono est situé à Perros-Guirec dans le département français des Côtes-d'Armor.

## Localisation
L'édifice est situé à la pointe sud-est de l'Île Bono entre les deux points culminants de l'île, à 40 m d'altitude.

## Protection
Le dolmen est classé au titre des monuments historiques en 1968.

## Description
Le dolmen est du type dolmen à couloir. Ce dernier mesure environ 3 m de longueur pour 1 m de largeur et ouvre au sud-est. Il est délimité par quatre orthostates. Le seuil donnant accès à la chambre est marqué de deux piliers plus hauts (hauteur 0,75 m pour le pilier est et 1,20 m pour le pilier ouest) et plus étroits (hauteur 0,20 m pour le pilier est et 0,45 m pour le pilier ouest) que les autres. La chambre est de forme circulaire, délimitée par quinze orthostates dont la hauteur varie entre 0,30 m et 1,10 m. Elle était probablement couverte en encorbellement. Le tumulus est encore visible, il atteint 4 m de large de part et d'autre du dolmen pour une hauteur maximale de 1,60 m côté nord.
Lors d'une fouille partielle en 1960, Pierre-Roland Giot a découvert deux éclats de silex, une vingtaine de tessons de poterie datés du Néolithique et des charbons de bois. La datation au Carbone 14 des charbons a fourni une date comprise entre −4 545 et −3 385.